# Шланг

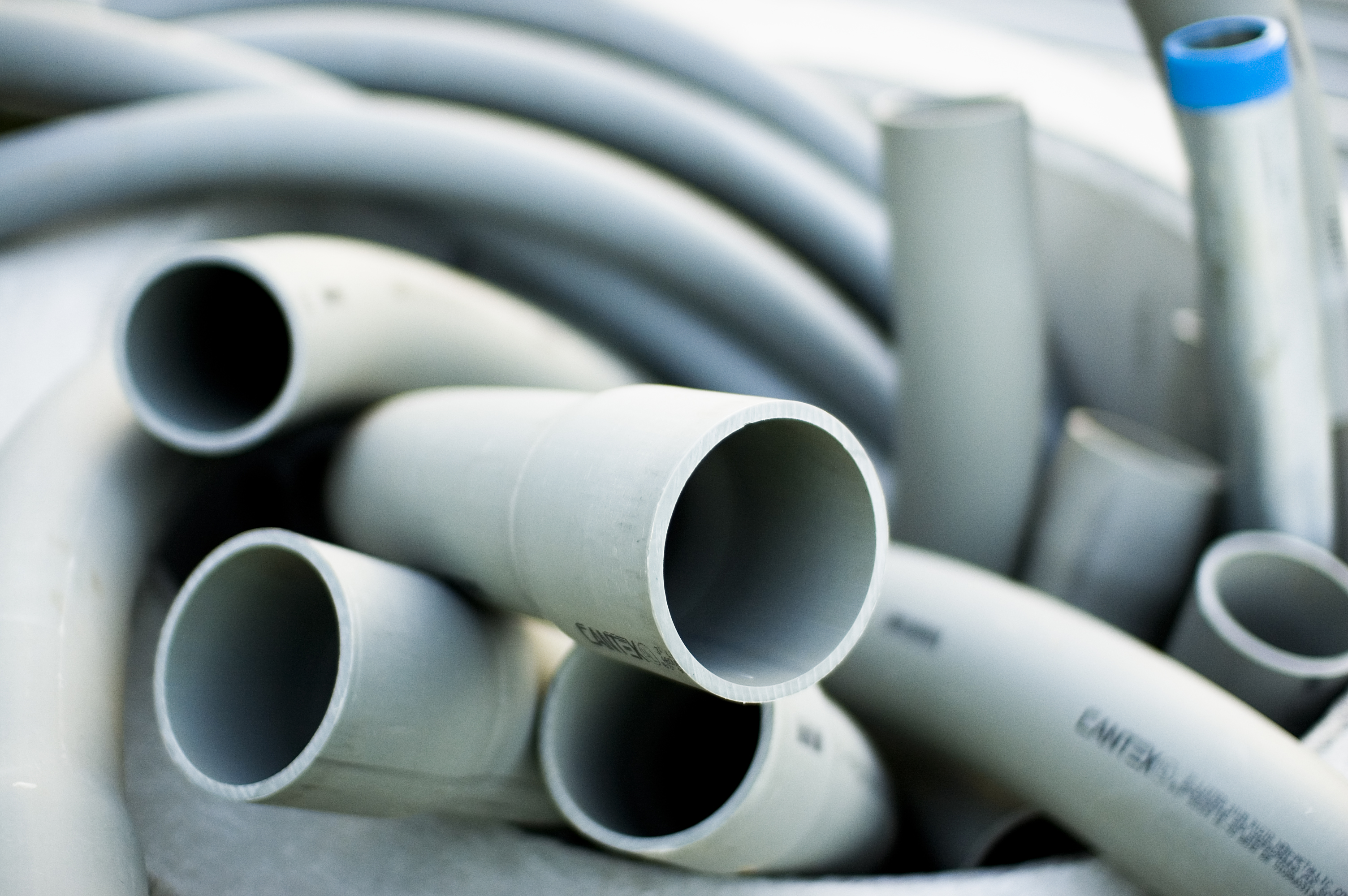
Пластиковые шланги

Шланг (от нидерл. Slang змея, шланг, нем. Schlange змея) —  гибкая труба. Хотя трубы, особенно из полимерных материалов тоже являются весьма гибкими, шланги изготавливаются из эластичных материалов, выдерживающих удлинение без повреждения в два и более раза, таких как резина или силиконовый полимер. Наиболее часто шланг используется для устройства временного трубопровода.  Как правило, шланг имеет форму цилиндра.
Шланг в энциклопедическом словаре Брокгауза Ф. А. Ефрона И. А.:
1. Рукав из особо тканной парусины или резины, у помп для выкачивания воды.
2. Род пищали XV—XVIII в.

## Применение
Значение шланга сложно переоценить в современном мире, он используется под водой и в космосе, способы его применения столь разнообразны, что охватывают бо́льшую часть человеческой жизнедеятельности.

Гофрированный шланг от противогаза

Наиболее важными применениями шлангов являются следующие:
- Сельское и садоводческое хозяйство - для полива растений, заполнения ёмкостей водой, орошения, дренажа и других целей.
- Подключение бытовой техники - стиральных, посудомоечных машин, газовых плит, сантехнического оборудования и в их конструкции.
- Пожарный рукав представляет собой резиновый шланг с диаметром как правило 50 мм, помещенный в тканевую оплётку и снабженный быстроразъемными соединениями для подключения к пожарной магистрали и пожарному стволу.
- Устройства защиты дыхания и аппараты поддержания жизнедеятельности - противогазы, аппараты ИВЛ, акваланги, авиационные и космические скафандры.
- В автомобилях: для соединения трубопроводов автомобиля с подвижными и вибрирующими механизмами, таких как тормозные механизмы колес, для подвода топлива, охлаждающей жидкости, масла к двигателю, КПП и другим механизмам, для заправки автомобилей ГСМ и сжатым воздухом.
- Медицинская, стоматологическая и химическая аппаратура.
- В промышленности и в строительной технике для подключения гидравлических и пневматических приводов.
- Подключение пневматического инструмента, краскопультов
- Гофрированный рукав — сильфон, изготавливаемый из нержавеющей стали или полимерных материалов усиленных стальной либо ПВХ спиралью, широко применяется для подвижного соединения вакуумных установок. Считается устойчивым к перекручиванию, так как создавался по аналогии с кишечником человека.
- Как рабочий элемент в перистальтических насосах, предназначенных для использования в медицине, химии и лабораторной практике.
- На упругих свойствах шланга основан принцип действия шланговых задвижек, одного из многочисленных видов трубопроводной арматуры.
- Для заправки судов топливом, водой, смазочным маслом. На танкерах - для приема и выдачи жидкого груза. Как правило, такие шланги имеют диаметр 100-200 мм и более, длину 50 м и более, и для их кантования устанавливается специальный кран. Часто такие шланги имеют специальную оболочку из вспененного материала, благодаря чему он плавает в воде.

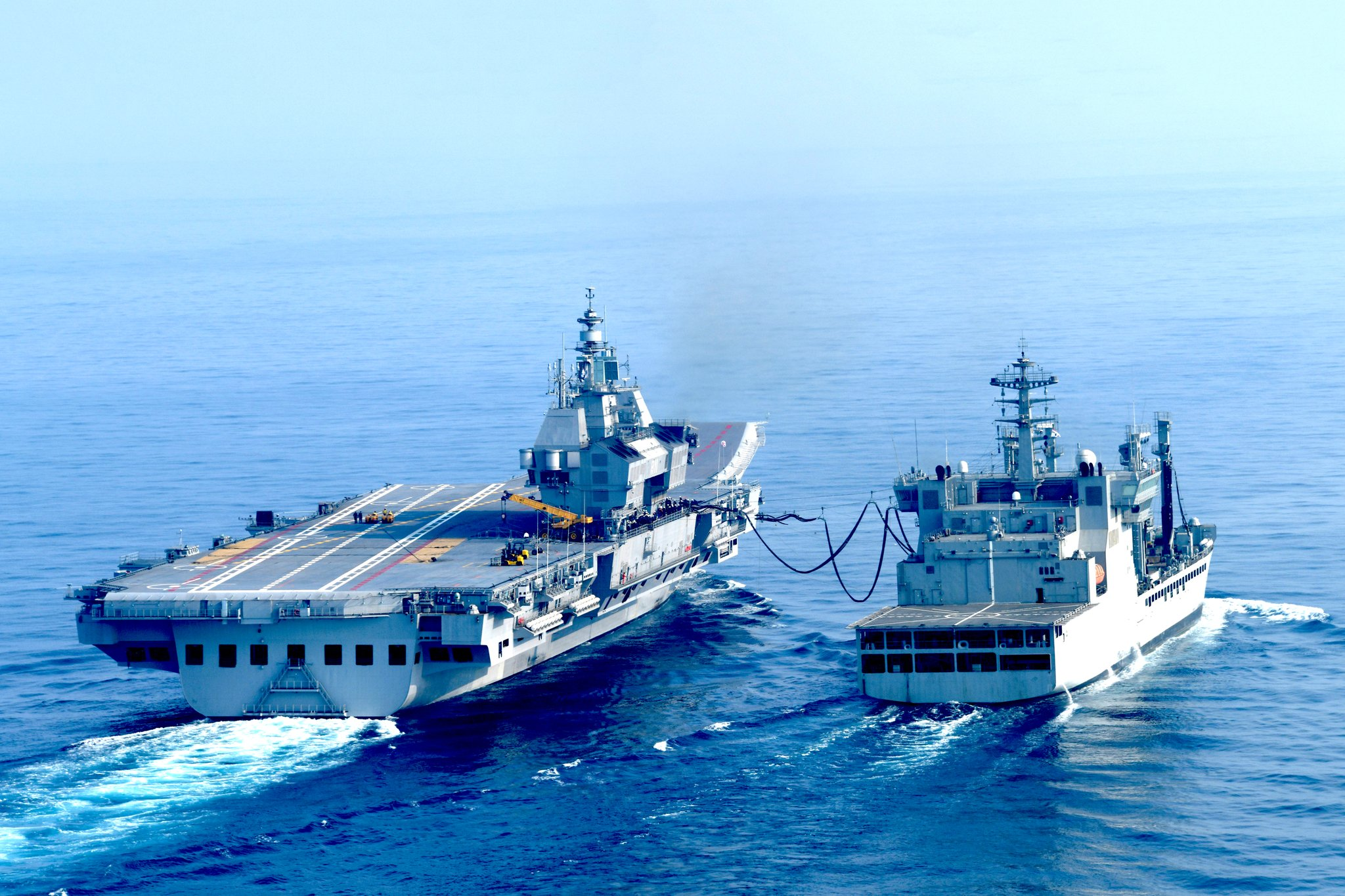
Заправка INS Vikrant в море на ходу от судна снабжения.

- Аналогия со шлангом используется для глубокого понимания компактификации многомерного пространства в теории струн.

Соединение шланга с трубопроводом и с потребителями производится как правило, путем обжатия с помощью хомутов, проволоки, зажимов. Для обеспечения быстрого,  долговечного и надёжного соединения часто используются специальные быстроразъемные соединения.

## Классификация
По виду нагрузок:
- напорный
- напорно-всасывающий
- всасывающий (вакуумный)

По материалу изготовления стенки:
- резина
- поливинилхлорид
- полиуретан
- термостойкий поливинилхлорид
- силикон
- металл

По виду армирования стенки:
- ПВХ спираль
- тканевый корд
- металлокорд
- без армировки (трубка)

По температурному режиму:
- низкотемпературные
- стандартные
- высокотемпературные